# SS Celtic (1872)
El SS Celtic fue un transatlántico construido en 1872 por los astilleros Harland and Wolff para la naviera británica White Star Line. En 1893, tras 21 años de servicio, fue vendido a la empresa Thingvalla Line, que lo rebautizó como Amerika y lo operó hasta 1898, cuando fue retirado del servicio y, posteriormente, enviado al desguace.

## Historia

### Construcción y servicio

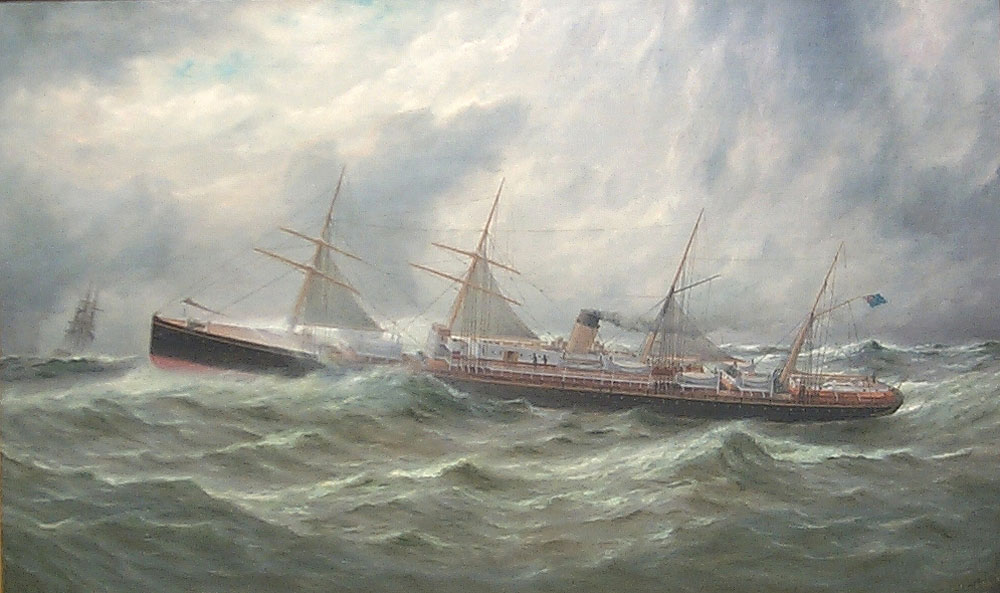
El, barco gemelo del Celtic.

El Celtic fue el primer barco de la White Star Line en llevar dicho nombre. Era el sexto de los seis barcos de la clase Oceanic, después del Adriatic. En un principio, se había previsto bautizar al buque con el nombre «Arctic», pero debido a que la American Collins Line había tenido un barco con dicho nombre que se hundió en 1854, la White Star consideró que dicho nombre sería mal recibido y decidió bautizarlo como «Celtic».
Construido en los astilleros Harland and Wolff, fue botado en Belfast el 18 de junio de 1872 y realizó su viaje inaugural el 24 de octubre de ese año. Podía trasportar 166 pasajeros de clase cabina (equivalente de la futura primera clase) y 1000 pasajeros de entrepuente.
En el año 1880, el marino Edward John Smith (quien más tarde sería el capitán más célebre de la compañía y único capitán del RMS Titanic) se unió a la tripulación del Celtic como cuarto oficial.

### Colisión con el Britannic
El 19 de mayo de 1887, alrededor de las 17:25 horas, el Celtic colisionó con el SS Britannic (de la misma compañía) en un campo de niebla a 560 km de Sandy Hook (Nueva Jersey). El Celtic llevaba a 870 pasajeros a bordo, y el Britannic unos 450. El Celtic se precipitó contra la proa del otro barco haciendo un gran agujero bajo su línea de flotación. No hubo muertes a bordo del Celtic, pero sí las hubo en el Britannic. Los pasajeros del Britannic temían que el barco se hundiese y se subieron a los botes salvavidas, llegando algunos al Celtic. Más tarde fueron recuperados los botes cercanos, ya que el barco se mantenía a flote. Ambos buques permanecieron juntos durante toda la noche. A la mañana siguiente, llegaron los buques Marengo de la Wilson Line, y British Queen de la Inman Line, para ayudar a ambos barcos accidentados. Después, los cuatro barcos se dirigieron lentamente hacia Nueva York.

### Fin de su carrera
En el año 1893, el Celtic fue vendido a la compañía danesa Thingvalla Line, y fue renombrado como «Amerika». Entre 1893 y 1894, realizó seis viajes en la ruta Copenhague - Nueva York, y luego permaneció en el puerto de Copenhague hasta 1897. Más tarde, volvió a su ruta para realizar dos viajes. En 1898, año en que la Thingvalla Line fue absorbida por la Scandinavian American Line, el Amerika fue retirado del servicio y, posteriormente, desguazado.